# Сі Деннені
Сі Деннені (англ. Cy Denneny, нар. 23 грудня 1891, Фарренс Пойнт — пом. 10 вересня 1970, Оттава) — канадський хокеїст, що грав на позиції крайнього нападника. Згодом — хокейний тренер.
Член Зали слави хокею з 1959 року. Володар Кубка Стенлі. 

## Ігрова кар'єра
Хокейну кар'єру розпочав 1909 року.
Протягом професійної клубної ігрової кар'єри, що тривала 16 років, захищав кольори команд «Торонто Шемрокс», «Торонто Блюшертс», «Оттава Сенаторс» та «Бостон Брюїнс».
Загалом провів 353 матчі в НХЛ, включаючи 25 ігор плей-оф Кубка Стенлі.

## Тренерська робота
1928 року розпочав тренерську роботу в НХЛ. Працював з командами «Бостон Брюїнс», «Оттава Сенаторс».

## Нагороди та досягнення
- Володар Кубка Стенлі — 1920, 1921, 1923 та 1927 (як гравець), 1929 (як тренер).

## Цікаві факти
1997 року канадський журнал «The Hockey News» опублікував список 100 найкращих гравців в історії Національної хокейної ліги. У ньому Сі Деннені розташувався на 62-й позиції.

## Статистика
| Сезон                 | Клуб                     | Ліга                  | Регулярний сезон | Регулярний сезон | Регулярний сезон | Регулярний сезон | Регулярний сезон | Плей-оф | Плей-оф | Плей-оф | Плей-оф | Плей-оф |
| Сезон                 | Клуб                     | Ліга                  | І                | Г                | П                | О                | ШХ               | І       | Г       | П       | О       | ШХ      |
| --------------------- | ------------------------ | --------------------- | ---------------- | ---------------- | ---------------- | ---------------- | ---------------- | ------- | ------- | ------- | ------- | ------- |
| 1909–10               | Cornwall Sons of England | LOVHL                 | —                | —                | —                | —                | —                | —       | —       | —       | —       | —       |
| 1910–11               | Cornwall Internationals  | LOVHL                 | 8                | 4                | 0                | 4                | —                | —       | —       | —       | —       | —       |
| 1911–12               | Cornwall Internationals  | LOVHL                 | 8                | 9                | 0                | 9                | 16               | —       | —       | —       | —       | —       |
| 1912–13               | Russell Athletics        | LOVHL                 | —                | —                | —                | —                | —                | —       | —       | —       | —       | —       |
| 1913–14               | Cobalt Mines             | COMHL                 | 9                | 12               | 0                | 12               | 8                | —       | —       | —       | —       | —       |
| 1914–15               | Russell HC               | LOVHL                 | 3                | 3                | 0                | 3                | —                | —       | —       | —       | —       | —       |
| 1914–15               | «Торонто Шемрокс»        | НХА                   | 8                | 6                | 0                | 6                | 43               | —       | —       | —       | —       | —       |
| 1915–16               | «Торонто Блюшертс»       | НХА                   | 24               | 24               | 4                | 28               | 57               | —       | —       | —       | —       | —       |
| 1916–17               | «Оттава Сенаторс»        | НХА                   | 10               | 3                | 0                | 3                | 17               | 2       | 1       | 0       | 1       | 8       |
| 1917–18               | «Оттава Сенаторс»        | НХЛ                   | 20               | 36               | 10               | 46               | 80               | —       | —       | —       | —       | —       |
| 1918–19               | «Оттава Сенаторс»        | НХЛ                   | 18               | 18               | 4                | 22               | 58               | 5       | 3       | 2       | 5       | 6       |
| 1919–20               | «Оттава Сенаторс»        | НХЛ                   | 24               | 16               | 6                | 22               | 31               | —       | —       | —       | —       | —       |
| 1919–20               | «Оттава Сенаторс»        | КС                    | —                | —                | —                | —                | —                | 5       | 0       | 2       | 2       | 3       |
| 1920–21               | «Оттава Сенаторс»        | НХЛ                   | 24               | 34               | 5                | 39               | 10               | 2       | 2       | 0       | 2       | 5       |
| 1920–21               | «Оттава Сенаторс»        | КС                    | —                | —                | —                | —                | —                | 5       | 2       | 2       | 4       | 13      |
| 1921–22               | «Оттава Сенаторс»        | НХЛ                   | 22               | 27               | 12               | 39               | 20               | 2       | 2       | 0       | 2       | 4       |
| 1922–23               | «Оттава Сенаторс»        | НХЛ                   | 24               | 23               | 11               | 34               | 28               | 2       | 2       | 0       | 2       | 2       |
| 1922–23               | «Оттава Сенаторс»        | КС                    | —                | —                | —                | —                | —                | 6       | 1       | 2       | 3       | 10      |
| 1923–24               | «Оттава Сенаторс»        | НХЛ                   | 22               | 22               | 2                | 24               | 10               | 2       | 2       | 0       | 2       | 2       |
| 1924–25               | «Оттава Сенаторс»        | НХЛ                   | 29               | 27               | 15               | 42               | 16               | —       | —       | —       | —       | —       |
| 1925–26               | «Оттава Сенаторс»        | НХЛ                   | 36               | 24               | 12               | 36               | 18               | 2       | 0       | 0       | 0       | 4       |
| 1926–27               | «Оттава Сенаторс»        | НХЛ                   | 42               | 17               | 6                | 23               | 16               | 6       | 5       | 0       | 5       | 0       |
| 1927–28               | «Оттава Сенаторс»        | НХЛ                   | 44               | 3                | 0                | 3                | 12               | 2       | 0       | 0       | 0       | 0       |
| 1928–29               | «Бостон Брюїнс»          | НХЛ                   | 23               | 1                | 2                | 3                | 2                | 2       | 0       | 0       | 0       | 0       |
| Усього в НХА          | Усього в НХА             | Усього в НХА          | 42               | 33               | 4                | 37               | 117              | 2       | 1       | 0       | 1       | 8       |
| Усього в НХЛ          | Усього в НХЛ             | Усього в НХЛ          | 328              | 248              | 85               | 333              | 301              | 25      | 16      | 2       | 18      | 23      |
| Усього в Кубку Стенлі | Усього в Кубку Стенлі    | Усього в Кубку Стенлі | —                | —                | —                | —                | —                | 16      | 3       | 6       | 9       | 26      |

## Тренерська статистика
| Команда           | Сезон        | Регулярний сезон | Регулярний сезон | Регулярний сезон | Регулярний сезон | Регулярний сезон | Регулярний сезон | Плей-оф              |
| Команда           | Сезон        | І                | В                | П                | Н                | О                | Місце            | Результат            |
| ----------------- | ------------ | ---------------- | ---------------- | ---------------- | ---------------- | ---------------- | ---------------- | -------------------- |
| «Бостон Брюїнс»   | 1928–29      | 44               | 26               | 13               | 5                | 57               | 1-е в АД         | Здобули Кубок Стенлі |
| «Оттава Сенаторс» | 1932–33      | 48               | 11               | 27               | 10               | 32               | 5-е в КД         | не вийшли            |
| Усього в НХЛ      | Усього в НХЛ | 92               | 37               | 40               | 15               |                  |                  |                      |